# Denise Austin
Denise Austin (San Pedro, California; 13 de febrero de 1957) es una instructora de fitness, autora y columnista estadounidense, antiguo miembro del Consejo Presidencial de la Condición Física y el Deporte.

## Primeros años
Nació en San Pedro, un barrio de Los Ángeles (California). Empezó a hacer gimnasia a los 12 años, lo que la llevó a obtener una beca deportiva en la Universidad de Arizona.

## Vida personal
Está casada con el agente deportivo y extenista Jeff Austin, hermano de la campeona del US Open Tracy Austin, desde el 30 de abril de 1983 y tienen dos hijas, Kelly (nacida en 1990) y Katie (nacida en 1993). Katie es instructora de fitness como su madre y tiene su propio canal de YouTube. A partir de 2012, los Austin residían en Alexandria (Virginia). En 2018 se mudaron a Hermosa Beach (California).

## Carrera en el mundo del fitness
Austin asistió inicialmente a la Universidad de Arizona con una beca de gimnasia, alcanzando el puesto número 9 de la NCAA en viga de equilibrio. Más tarde se trasladó a la Universidad Estatal de California, Long Beach, donde se graduó con una licenciatura en Educación Física y una especialización en Fisiología del Ejercicio.
Desde entonces, ha impartido clases, ha producido espectáculos de fitness, ha creado cintas de vídeo de ejercicios y ha escrito libros y columnas sobre el ejercicio y el mantenimiento de la forma física. Algunos ejemplos son Shrink Your Female Fat Zones, Pilates for Every Body y Eat Carbs, Lose Weight. En 2002, el presidente George W. Bush la nombró miembro del Consejo Presidencial de la Condición Física y el Deporte, y comenzó su segundo mandato en 2006.
Austin promocionó la zapatilla Reebok Freestyle, que fue la primera zapatilla deportiva diseñada para mujeres, lo que la convirtió en un éxito instantáneo en el gimnasio en la década de 1980. "Me encantó absolutamente esta época de mi carrera, fui la primera portavoz de la primera zapatilla aeróbica", dijo Austin en un post de Facebook del 22 de noviembre de 2019.
Austin es conocida por su énfasis en mantenerse en forma de forma natural, enfatizando que ella misma se ejercita solo unos 30 minutos al día y no se salta las comidas. También prefiere el uso de azúcar y mantequilla en lugar de edulcorantes artificiales y margarina, aunque hace hincapié en el control de las porciones, el equilibrio adecuado de nutrientes y el ejercicio. Austin es partidaria de un programa equilibrado de ejercicio y de una dieta adecuada, y anima a la gente a alejarse de las dietas de moda o de las "locas pretensiones" de soluciones rápidas. Sus programas de ejercicio suelen integrar diversos métodos, como el yoga, el pilates, el entrenamiento cruzado y el ejercicio aeróbico.
Austin tenía un programa de televisión de ejercicios de larga duración, Getting Fit with Denise Austin, en ESPN2, cuyas repeticiones pueden verse actualmente en ESPN Classic y Altitude Sports and Entertainment. El programa se trasladó a las mañanas de los días laborables en Lifetime Television, donde pasó a llamarse Fit and Lite y Denise Austin's Daily Workout. Austin producía estos programas cada otoño, pasando cuatro meses en complejos turísticos del Caribe y Arizona. Lifetime canceló los programas en abril de 2008. Austin dijo que estaba desarrollando un nuevo programa de televisión a finales de ese año entrando en fase de planificación para 2010.
Según The Washington Post, Austin regresó a Lifetime en enero de 2011 y participó en el programa matutino The Balancing Act. Austin había dicho antes en su página web que estaba preparando un nuevo programa para estrenarlo en otoño de 2008, aunque el programa no se estrenó. Cuando fue entrevistada por Erin Whitehead en 2009, se informó de que su nuevo programa volvería a emitirse en otoño de ese año.
En abril de 2007, el semanario alternativo Washington City Paper, publicó un artículo sobre Austin en su columna "Cheap Seats", en el que se le preguntaba por el hecho de que algunos de sus programas de ejercicios en YouTube son como pornografía para algunas personas. Austin dijo que lo desconocía por completo y también dijo, con una risita, que estaba preocupada por ello.